# Pasul Furka
Pasul Furka se află la altitudinea de 2436 m deasupra n.m. și leagă partea superioară a văii Urser din cantonul Uri cu districtul Goms din cantonul Valais. Șoseaua din trecătoare este intersectată de calea ferată care are un tunel. În partea de vest a văii, la Gletsch, șoseaua se ramifică spre Pasul Grimsel pe unde se poate ajunge la Ghețarul Rhône care în decursul anilor s-a redus ca mărime încât abia mai poate fi văzut de la belvederea de pe trecătoare. În urmă cu 200 de ani ghețarul se întindea până la localitatea Gletsch.
În anul 1964 au avut loc filmări în regiunea pasului pentru filmul Goldfinger, al treilea film din seria cu James Bond interpretat de Sean Connery, și mai târziu pentru filmul GoldenEye.